# Elaeagnus calcarea
Elaeagnus calcarea là một loài thực vật có hoa trong họ Elaeagnaceae. Loài này được Z.R.Xu mô tả khoa học đầu tiên năm 1985.